# تفکر فرایندی
تفکر فرایندی (به انگلیسی: Process thinking) که به‌عنوان «فرایند» نیز شناخته می‌شود، فلسفه‌ای است که بر آمادگی و سخت‌کوشی پیش از در نظر گرفتن برونداد یا نتایج تأکید دارد و به‌ویژه در ورزش‌های حرفه‌ای محبوبیت دارد. تمرین‌کنندگان تفکر فرآیندی به‌جای رویدادهای گذشته یا نتایج آینده، بر زمان حال تمرکز می‌کنند و بر این باورند که تمام اقداماتی که فرد در زندگی انجام می‌دهد، صرف‌نظر از اینکه چقدر پیشِ‌پاافتاده به نظر می‌رسند، بر نتیجه مطلوب تأثیر می‌گذارند. این فلسفه توسط مربی فوتبال آمریکایی، نیک سابان رایج شد.